# Nørre Alslev
Nørre Alslev är en tätort i Guldborgsunds kommun i Region Själland i Danmark. Tätorten har 2 352 invånare (2024). Den ligger på ön Falster, cirka 15 kilometer norr om Nykøbing Falster. Nørre Alslev var centralort i Nørre Alslevs kommun fram till kommunreformen 2007.